# 알렉산드라 표도로브나 (1872년)
알렉산드라 표도로브나(러시아어: Императрица Александра Фёдоровна Романова, 1872년 6월 6일 ~ 1918년 7월 17일)는 니콜라이 2세의 황후이다. 영국 빅토리아 여왕의 외손녀이기도 하다. 남편과의 사이에서 1남 4녀를 낳았으며, 라스푸틴의 열렬한 후원자이기도 했다. 그녀의 개명하기 이전 이름은 알릭스 픽토리아 헬레나 루이즈 베아트리스 폰 헤센바이라인(독일어: Alix Viktoria Helena Luise Beatrice Prinzessin von Hessen und bei Rhein)이었으며, 애칭은 알리키(Alicky) 혹은 서니(Sunny)였다.
2001년, 알렉산드라 황후는 자신의 가족 및 러시아 혁명 시의 순교자들과 함께 러시아 정교회에 의해서 성녀로 시성되었다.

## 생애
1872년 헤센 대공 루드비히 4세와 앨리스 대공비(빅토리아의 차녀) 사이에서 2남 5녀 중 4녀로 태어났다. 대부모는 맏외숙 영국 왕세자(훗날의 에드워드 7세) 내외와 러시아 황태자(훗날의 알렉산드르 3세) 내외였다. 1878년 12월 14일 어머니가 35살에 사망한 후, 6살부터 12살까지 외조모 빅토리아 여왕 슬하에서 자랐기 때문에 정신적으로는 독일인이라기 보다는 영국인에 더 가까웠다. 1884년, 둘째언니 엘라(엘리자베트)가 알렉산드르 3세의 남동생 세르게이 대공의 결혼식에서, 당시 러시아 제국의 황태자였던 니콜라이(훗날의 니콜라이 2세)와 만났다. 니콜라이 2세의 할머니 마리야 알렉산드로브나 황후는 헤센 대공 루트비히 2세의 막내딸로, 알렉산드라의 할아버지 카를 대공자의 누이었기에 두 사람은 육촌남매간이었다.
1895년 5월 26일에 두 사람은 열렬한 연애 끝에 결혼하였으며, 알렉산드르 3세가 죽자 니콜라이가 황제로 등극하였고 그녀 역시 뒤따라서 황후가 되었다. 1895년 올가, 1897년 타티야나, 1899년 마리야, 1901년 아나스타시야를 출산하였다. 당시 왕족으로서는 드물게 아이들에게 모유를 직접 먹였다고 한다.
1904년, 고대하던 아들 알렉세이가 태어났지만 빅토리아 여왕으로부터 물려받은 혈우병에 걸렸다. 알렉산드라는 러시아의 모든 의사를 불러 알렉세이를 치료해 달라고 애원하였으나 당시의 의학으로서는 고칠 수 없는 병이었다. 그때 친구인 안나의 소개로 용하다고 소문난 시베리아의 수도사 라스푸틴을 만나게 된다. 하지만 라스푸틴은 소문과는 정반대로 파계승이었다.
자신의 아들이 그런 몹쓸 병에 걸린 원인이 자신 때문이었다는 자책 때문이었는지, 제위 계승자임에도 불구하고 부자유스러운 몸을 타고난 아들에 대한 가여움 때문이었는지, 황후는 라스푸틴을 신격화 하여 그를 광적으로 믿으며 자신의 아들을 제발 치료해 달라고 빌었다. 통찰력이 뛰어났던 장녀 올가는 라스푸틴을 의심하여 그를 믿지 말라고 간언하였으나, 소용 없었다. 그로 인해, 일부에서는 황후가 라스푸틴과 육체적 관계를 맺었다는 소문이 돌았으며, 심지어는 네 명의 황녀들이 모두 라스푸틴에게 몸을 바쳤다는 소문도 있지만, 진상은 확실하지 않다. 그러나 확실한 것은 황후를 통해서 라스푸틴이 제정 말기의 러시아 황실에 상당한 영향력을 끼친 것이 사실이라는 점이다.
제1차 세계대전 때, 라스푸틴의 예언대로 니콜라이 2세가 전선으로 직접 향했고, 알렉산드라가 내정을 맡게 되었지만, 수많은 대신들(주로 라스푸틴에 반대하는 사람들)을 갈아치우거나 해서 국정에 혼란만을 증가시켰다. 백성들은 차츰 독일 출신의 황후에게 불만을 품게 되었다. 1916년 12월, 라스푸틴이 드미트리 대공 등에 의해 살해되자 그녀는 지병인 신경쇠약이 재발하여 우울병 증세를 보였다. 그로부터 불과 3개월 후인 1917년 3월, 니콜라이 2세가 퇴위당하고 그녀 역시 황후 자리에서 물러나야 했다.
처음에는 토볼스크에 보내졌다가, 볼셰비키에 의해 예카테린부르크로 이송되었다. 1918년 7월, 남편 및 아이들과 함께 이파티에프 하우스 지하실에서 혁명군에 의해 총살당하였으며, 시신은 불태워졌다. 시신은 소련이 붕괴한 후에 발굴되어 DNA를 검사한 결과, 언니의 외손자인 에든버러 공 필립의 것과 일치하였다.

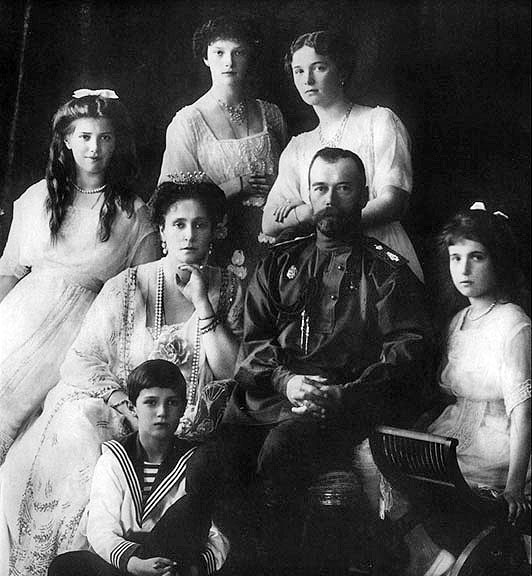
니콜라이 2세의 가족 사진 왼쪽부터 마리아, 알렉산드라, 니콜라이 2세, 아나스타시야 뒤: 타티야나, 올가, 앞: 알렉세이

## 혈우병
알렉산드라 표도로브나는 외조모로부터 물려받은 혈우병 보인자 유전자를 지니고 있었으며 신경쇠약 계통의 정신 질환을 앓고 있었다. 그래서 아들 알렉세이는 그 유전자가 유전되어 혈우병 환자로 태어났으며 특히 그녀의 신경 쇠약은 타의 추종을 불허할 정도로 극심하였는데 이 때문에 자신의 아들 알렉세이를 치료해준다는 괴승 라스푸틴을 적극적으로 믿고 의지했다. 사실 라스푸틴이 사기꾼이든 아니든 알렉산드라에겐 그다지 큰 문제가 아니었고 자신의 신경 쇠약을 극복해 줄 도구로서 라스푸틴이 필요했기 때문에 라스푸틴이 사기꾼인 것을 알고도 의지했다. 이에 알렉산드라의 장녀 올가는 라스푸틴의 됨됨이를 일찌감치 간파하고 "라스푸틴은 위험하고 악랄한 사람이기 때문에 멀리 해야한다."는 조언을 했지만 알렉산드라는 이를 무시했다. 결국 로마노프가는 라스푸틴의 악행으로 인하여 단절되고 만다.

## 자녀
| 사진 | 이름                             | 생일             | 사망            | 기타                   |
| ---- | -------------------------------- | ---------------- | --------------- | ---------------------- |
|      | 올가 니콜라예브나 여대공         | 1895년 11월 15일 | 1918년 7월 17일 | 22살의 나이로 총살당함 |
|      | 타티야나 니콜라예브나 여대공     | 1897년 6월 10일  | 1918년 7월 17일 | 21살의 나이로 총살당함 |
|      | 마리야 니콜라예브나 여대공       | 1899년 6월 26일  | 1918년 7월 17일 | 19살의 나이로 총살당함 |
|      | 아나스타시야 니콜라예브나 여대공 | 1901년 6월 18일  | 1918년 7월 17일 | 17살의 나이로 총살당함 |
|      | 알렉세이 니콜라예비치 황태자     | 1904년 8월 12일  | 1918년 7월 17일 | 13살의 나이로 총살당함 |